# Uqeiribat
Uqeiribat o 'Uqayribat (en árabe: عقيربات‎ ALA-LC: ′Uqêriba′) es un poblado de Siria que se encuentra en el Distrito de Salamíe, en la Gobernación de Hama. Está situado en el pie occidental del Jabal Bal'as, sobre la carretera que une a Tudmur (Palmira), al suroriente, con Salamíe, al occidente.

## Historia
Uqeiribat es identificado como el sitio de la ciudad romana de Occaraba, enumerada en la Tabula Peutingeriana. En el Notitia Dignitatum, un documento romano, Occaraba es mencionada como una guarnición de la caballería (équites) de la Legión Ilírica.  Sin embargo el explorador checo Alois Musil no localizó en el área ninguna ruina romana durante su expedición en el siglo XX.
Según el geógrafo persa del siglo IX Ibn Khordazbeh, durante el Califato abasí, Uqeiribat fue uno de los subdistritos administrativos de Homs, junto con al-Qastal, Salamíe y Zumayn, todos los cuales eran parte del distrito más grande de Junde de Hims (Distrito Militar de Homs). Durante el siglo XIII continuaba siendo un subdistrito administrativo de Homs.
En 1900, el poblado moderno fue fundado por un grupo de agricultores que migraron desde la región de Palmira. El asentamiento fue construido en una pequeña elevación. El Imperio Otomano, que dominó Siria entre 1517 y 1917, estableció un puesto de policía en el nuevo asentamiento. Uqeiribat poco después se convirtió en el centro de la región circundante, en la que se está desarrollando la agricultura y donde cada vez más se asentaron beduinos tribus anteriormente nómadas. In 1908, Musil observó que la aldea y su vecindad agrícola productiva pertenecían al jeque árabe de Palmira.
Durante la Guerra Civil Siria el poblado fue ocupado por el Estado Islámico en 2014, pero fue reconquistado en septiembre de 2017 por el Ejército Árabe Sirio.